# Autunno dolciastro
Autunno dolciastro è il quarto ed ultimo singolo estratto dall'album Mediamente isterica della cantautrice catanese Carmen Consoli del 1998.